# Alberto Sandro Castelli
Alberto Sandro Castelli (fl. XX secolo) è stato un calciatore italiano, di ruolo centrocampista.

## Carriera
Con l'Esperia Como disputa 20 gare nel campionato di Prima Divisione 1922-1923..